# 파블로보 (니즈니노브고로드주)

시 문장

파블로보(러시아어: Па́влово) 또는 파블로보나오케(러시아어: Па́влово-на-Оке)는 러시아 니즈니노브고로드주 서부에 위치한 도시로, 인구는 64,814명(2002년 기준)이며 오카강과 접한다.
1709년 신설되었으며 지금과 같은 이름으로 변경된 시기는 1711년이다. 1779년 시로 승격되었다.